# Medalha dos Feridos em Campanha
A Medalha de Feridos em Campanha, criada em 28 de Maio de 1946, é atribuída aos militares que, em campanha ou em circunstâncias com ela directamente relacionadas, tenham sofrido uma diminuição permanente, caracterizada pelo prejuízo ou perda anatómica de qualquer órgão ou função. É outorgada pelo Ministro da Defesa Nacional.
Foi criada originalmente como um insígnia, a 5 de Outubro de 1918, pelo decreto n.º 4886, consistindo de fita simples, com a designação de Insígnia de Mutilados e Estropiados de Guerra.

## Desenho
O seu desenho consiste do seguinte:
- Anverso: estrela de cinco pontas, cinzeladas, cada uma terminada por uma esfera armilar pequena; ao centro, um disco carregado de um Emblema Nacional rodeado de um listel circular com a legenda «FERIDOS EM CAMPANHA», em letras de tipo elzevir, maiúsculas;
- Reverso: idêntico ao anverso, mas tendo ao centro um disco com a legenda «MORRER MAS DEVAGAR», frase de D. Sebastião I de Portugal na Batalha de Alcácer Quibir, em letras de tipo elzevir, maiúsculas, dispostas em três linhas; cercando a legenda, duas vergônteas de louro, frutadas e cruzadas nos topos proximais.

A fita é vermelha, com duas linhas verticais verdes.